# Festuca liviensis
Festuca liviensis är en gräsart som först beskrevs av Louis Verguin, och fick sitt nu gällande namn av Markgr.-dann. Festuca liviensis ingår i släktet svinglar, och familjen gräs. Inga underarter finns listade i Catalogue of Life.